# Orden Internacional DeMolay
La Orden Internacional DeMolay es una organización fundada por Frank S. Land a partir de principios filosóficos, fraternos, iniciáticos y filantrópicos, para jóvenes varones de entre 12 y 21 años. De Molay es una organización paramasónica fundada en Estados Unidos, el 24 de marzo de 1919, patrocinada y mantenida por la francmasonería, que en la mayoría de los casos cede espacio para las reuniones de los Capítulos DeMolay, los Prioratos de la Orden de caballería y los Castillos de la Orden. La Orden se inspira en el ejemplo dado por el martirio del noble francés Jacques de Molay, 23 y último Gran maestre de la Orden de los Caballeros templarios, asesinado el 18 de marzo de 1314, quemado en la hoguera con su preceptor Godofredo de Charnay, por impugnar acusaciones falsas de practicar la herejía, infidelidad a la santa madre Iglesia, sodomía, idolatría, etc. Se podría creer que el motivo de tales acusaciones fue la ambición del rey Felipe IV, el Hermoso, y del papa Clemente V, por las posesiones de la Orden de los Templarios, ya que en caso de arresto, la propiedad del acusado pertenecería al estado francés. La Orden DeMolay tiene alrededor de 4 millones de miembros en todo el mundo., Un DeMolay que cumple 21 años se le llama “Senior DeMolay”, perdiendo su derecho de voto como miembro regular, también a este ya no se le permite ocupar cargos ritualisticos, sin embargo puede formar parte de la Asociación DeMolay Alumni. A nivel mundial, la Orden DeMolay se puede encontrar en varios países, estando presente en Alemania, Albania, Argentina, Aruba, Australia, Bolivia, Brasil, Bosnia, Canadá, Croacia, Ecuador, Estados Unidos, Filipinas, Francia, Italia, Japón, México, Panamá, Paraguay, Perú, Rumanía, Serbia, Uruguay.y muchos más.
El 8 de abril de 2008, el Estado de São Paulo estableció el Día DeMolay, a través de la Ley Estatal n.º 12.905, para ser celebrado anualmente el 18 de marzo (aunque la Orden DeMolay fue creada el 24 de marzo de 1919, su conmemoración se realiza seis días antes, para que la fecha pueda coincidir con el martirio de Jacques de Molay). El 19 de enero de 2010 se promulgó la Ley Federal n.º 12.208, que instituyó el 18 de marzo como el Día nacional DeMolay, siguiendo el ejemplo de São Paulo, y la elección de la fecha marca la muerte de Jacques de Molay, héroe y mártir que inspiró el nombre de la orden.